# Saison 5 de Columbo
Chronologie
Saison 4 Saison 6
La saison 5 de la série télévisée Columbo comporte six épisodes diffusés de septembre 1975 à mai 1976.

## Épisode 1:La Femme oubliée
- États-Unis : NBC, 14 septembre 1975
- France : TF1, 20 novembre 1976

Harvey Hart
- Photographie : Charles Correll
- Musique : Jeff Alexander (et Henry Mancini pour le thème Sunday Mystery)
- Durée : 92 minutes

- Janet Leigh (Grace Wheeler Willis) (VF : Jacqueline Porel)
- John Payne (Ned Diamond) (VF : Jean-François Laley)
- Maurice Evans (Raymond)
- Sam Jaffe (Henry Willis) (VF : Henri Labussière)
- Scott Salmon (Fred Loring)
- Danny Wells (Employé de librairie) (VF : Jean Berger)
- Harvey Gold (Médecin légiste) (VF : Marc François)
- Ross Elliott (Dr. Lansberg) (VF : Raymond Loyer)
- Robert F. Simon (Dr. Westrum) (VF : Jean-Henri Chambois)
- Army Archerd (lui-même) (VF : Jacques Thébault)
- Linda Gaye Scott (Alma)
- Francine York (Sgt. Leftkowitz) (VF : Julia Dancourt)
- Johnny Carson (lui-même) [images d'archive de The Tonight Show avec Johnny Carson]) (VF : Jacques Deschamps)
- Jerome Guardino (Harris) (VF : Jean Berger)

Une ex-vedette de music-hall et danseuse veut organiser son retour sur scène. Elle compte sur son mari, riche médecin à la retraite devenu consultant, pour financer ce retour. Cependant, ce dernier refuse catégoriquement. Ce soir-là, il lit dans sa chambre, à l'étage, pendant que Grace se fait projeter un film dans une autre pièce. Auparavant, à la quantité habituelle que prend son mari, elle a additionné plus de somnifères à son verre de lait vespéral.
Lorsqu'elle estime que son mari s'est endormi, elle pénètre dans sa chambre qu’elle verrouille de l'intérieur. Elle vérifie qu'il est bien assoupi puis place un pistolet dans sa main et lui tire une balle dans la tête. Au préalable, elle a pris soin de déposer devant lui son dossier médical dans l'intention de faire croire qu'il s'est suicidé à la lecture d'une mauvaise nouvelle relative à sa santé. La porte de la chambre étant toujours verrouillée, elle sort par la fenêtre. Elle a gardé une très bonne souplesse de son corps pour son âge, elle parvient sans difficultés à descendre avec souplesse du balcon par les hautes branches d'un arbre. Elle rejoint la projection avant que le domestique ne vienne changer la dernière bobine.
- Fait rare, Columbo n'arrête pas la coupable à la fin de l'épisode : cette dernière est en effet atteinte d'une tumeur au cerveau et n'a plus que quelques semaines à vivre. Son mari était au courant de la situation, raison pour laquelle il ne voulait pas qu'elle reprenne sa carrière, ce qui aurait accéléré l'arrivée de sa mort… Cette maladie lui a même fait oublier qu'elle est l'assassin de son mari. C'est finalement Ned Diamond, un ami de la meurtrière, qui s'accuse à sa place. Puisqu'il a réalisé des aveux, Columbo se doit d'en tenir compte même s'il est convaincu qu'il lui ment. Il affirme à son vis-à-vis qu'il n'aura aucune peine à prouver que ce n'est pas lui le coupable, mais ce dernier lui répond que « Cela prendra bien deux mois… » (quelques mois en VF). Ce fait n'est toutefois pas unique, car Columbo laissera également libre la complice du crime dans l'épisode 62 Le meurtre aux deux visages.
- Dans l'épisode, le personnage joué par Janet Leigh demande à son majordome de lui passer un film de ses débuts : il s'agit de Walking My Baby Back Home (1953) où Janet Leigh partage la vedette avec Donald O'Connor.
- Question d'honneur utilise lui aussi un film précédemment réalisé avec le protagoniste principal afin de fournir un passé étoffé au personnage.
- Au cours de cet épisode, Columbo doit effectuer un entrainement au tir, mais, totalement rebuté par cet exercice, il demande à un collègue d'y aller à sa place ; cette anecdote confirme son aversion pour le tir.
- C'est l'une des rares fois où on peut voir Columbo dans une tenue autre que son éternel costume-pardessus (il est en smoking).
- Au début du film, le majordome apporte un verre de lait dans la chambre, mais sur le plan précédent le verre de lait est déjà présent. Lorsque Columbo interroge Grace à son cours de danse, le livre change de position à plusieurs reprises.
- Dans la scène finale qui se passe dans le salon de la maison, il y a un tableau du peintre français Bernard Buffet, représentant le château de Sully-sur-Loire, accroché au-dessus de la cheminée.
- La répétitrice de danse est doublée par Paule Emanuele.

## Épisode 2:Immunité diplomatique
- États-Unis : NBC, 12 octobre 1975
- France : TF1, 13 octobre 1976

Ted Post
- Photographie : Richard C. Glouner
- Musique : Bernardo Segall (crédité Bernardo Segáll) (et Henry Mancini pour le thème Sunday Mystery)
- Durée : 70 minutes

- Hector Elizondo (Hassan Salah) (VF : Francis Lax)
- Sal Mineo (Rahmin {prononcé Rahmane dans la VF} Habib) (VF : Pierre Guillermo)
- Barry Robins (le roi)
- Kenneth Tobey (Police Commissioner) (VF : Raymond Loyer)
- André Lawrence (Youseff Alafa) (VF : Daniel Gall)
- Xenia Gratsos (Zena) (VF : Francine Lainé)
- Dick Dinman (Kermit Morgan) (VF : Roland Ménard)
- George Skaff (Kura) (VF : Georges Atlas)
- Nate Esformes (Hakim) (VF : Gérard Hernandez)
- Harvey Gold (Médecin légiste) (VF : Yves-Marie Maurin)
- Bill Zuckert (Capt. August)
- Bart Braverman (Picketer)
- Jay Varela (Capt. Ortega) (VF : William Sabatier)
- Jeff Goldblum (étudiant manifestant)

Hassan Salah est le représentant diplomatique d'une ambassade du Suari, un État imaginaire du Golfe ou d'Arabie. Son jeune Roi fraîchement arrivé sur le trône va bientôt se rendre aux États-Unis en voyage officiel. Cela explique la présence en dehors des grilles de jeunes manifestants au régime. Ces derniers ont une profonde estime pour leur nouveau monarque, progressiste et occidentaliste. Les manifestants cherchent à obtenir de faire partir la vieille garde du monarque précédent, en partie corrompue et limitant les libertés. Salah désire utiliser leur présence pour leur faire porter le blâme d'un saccage puis d'un meurtre organisés par ses soins. 
En effet, il organise un après-midi une mise en scène dans une pièce sécurisée à l'étage du bâtiment, son bureau personnel, où se trouve un coffre-fort mural. Salah est charismatique et a influencé le jeune et naïf Habib, travaillant lui aussi dans l'ambassade, pour en faire son complice. Salah ouvre le coffre fort avec un code, y vole une grosse somme d'argent puis brûle des papiers qu'il en extrait. Son comparse utilise entretemps une bombe aérosol pour taguer des slogans hostiles au régime sur les murs de la pièce. Les lieux se trouvent vandalisés consciencieusement, et, surtout, silencieusement. Le diplomate fait monter à l'étage le chef de la sécurité Youssef Alafa afin de lui montrer les dégradations réalisées. Le militaire est ébahi en constatant le saccage des lieux, surtout que personne, et lui le premier, n'a rien remarqué. Salah l'assassine par surprise, de dos, d'un coup très violent porté à la nuque. 
Le diplomate se rend ensuite dans un local de police où il a rendez-vous pour y écouter les précautions prises pour la protection policière de son jeune Roi. C'est durant cette tranche horaire qu'il a convenu avec son complice Habib que le coffre-fort blindé se fasse sauter à l'explosif. L'objectif est de faire croire que le comparse puisse avoir agi seul pour des raisons politiques. Dans cette optique, le chef de la sécurité est censé être intervenu au bruit de l'explosion mais se serait fait assassiner par le terroriste. Une fois l'explosion faite, Habib part en trombe par une grille qu'il défonce avec son bolide, manquant de peu d'écraser les manifestants. Un soldat en faction tire sur lui avec son arme mais rien ne sort malgré deux tentatives.
Columbo a remarqué plusieurs incohérences dès sa première visite de la pièce. Le coffre-fort avait été ouvert antérieurement à l’explosion, ce qui nécessite d'avoir utilisé le code (seulement connu de l'homme décédé et du représentant diplomatique). De surcroît, le chef de sécurité n'a pas cherché à utiliser son arme, restée dans son étui avec le cran fermé : il connaissait la personne qui l'a tué et n'a pas jugé qu'il avait besoin de se défendre. Cela contredit radicalement la thèse d'un terroriste surpris par hasard. L'arme inutilisable est aussi intrigante, et enfin le fait qu'aucun des manifestants dehors n'aient vu entrer l'assaillant.
- Le thème d'une tête pensante qui souhaite faire porter le blâme d'un meurtre sur un complice, ensuite assassiné, est également présent dans  Édition tragique.
- Nous sommes en présence du seul épisode où l'assassin avouera de manière fanfaronne au Lieutenant Columbo qu'il est coupable des crimes dont il est suspecté. L'immunité diplomatique dont dispose l'assassin lui permet d'être invulnérable et intouchable, d'où cet aveu public. Puisque le Roi a tout entendu derrière une porte et que ce dernier fait sauter cette immunité, le meurtrier se retrouve à réclamer piteusement l'aide du lieutenant et de signer un aveu de ses méfaits pour éviter la mort au Suari pour haute trahison.
- Nous sommes aussi en présence du seul épisode où les supérieurs hiérarchiques de Columbo, informés par le mis en cause d'actions qui l'importunent, interdisent au lieutenant de continuer à lui chercher noise. Columbo ne parviendra à continuer son enquête qu'en utilisant une excuse officielle transmise à Salah puis en faisant intervenir le Roi à la toute fin de l'épisode.
- Le lieutenant a pris soin de créer lui-même une lettre d'aveux en trois exemplaires pour Salah, preuve ici de la finesse du jugement de Columbo.
- Le personnage de Salah est doublé par Francis Lax, célèbre comédien de doublage, entre autres de Tom Selleck (Magnum), David Soul (Hutch), Dwight Schultz (Looping) et Harrison Ford à l'époque.
- Jeff Goldblum, alors encore inconnu du public, apparaît comme figurant parmi le groupe d'étudiants manifestant devant la grille de l'ambassade (53 min 13 s).
- Sal Mineo, l'acteur qui interprète Rahmin Habib est mort assassiné quelques mois plus tard, le 12 février 1976.
- Dans cet épisode, Columbo déguste des escargots, célèbre met de la gastronomie française. S'il semble ne pas reconnaître la nature du plat et peu appétant pour les manger, il n'en est pas de même dans Match dangereux où il indique adorer les escargots.
- Incohérence dans la version française : Columbo fait état de 6000 $ retrouvés sur Rahmin Habib (46 min 36 s), alors qu'il a toujours été question dans les séquences précédentes d'une somme de 10 000 $
- Quand Columbo entre dans la légation arabe à 11 min 09 s, un garde l'empêche de monter l'escalier. Dans le coin supérieur gauche de l'écran, on voit une grande plaque métallique en relief, fixée au mur, de type Agence Consulaire de France. Ce sont les armoiries de la République Française présentes aussi sur le passeport français : la hache du licteur entourée des faisceaux tenus par des bandelettes, bouclier en forme de pelta, entourés des branches de chêne et d'olivier. Les inscriptions ne sont pas lisibles, la plaque métallique reste à l'écran 20 secondes. Erreur du décorateur dans le choix d'un élément de décor plutôt exotique.

## Épisode 3:Jeu d'identité
- États-Unis : NBC, 2 novembre 1975
- France : TF1, 13 novembre 1976

Patrick McGoohan
- Photographie : Richard C. Glouner
- Musique : Bernardo Segall (crédité Bernardo Segáll) (et Henry Mancini pour le thème Sunday Mystery)
- Durée : 94 minutes

- Patrick McGoohan (Steinmetz/Nelson Brenner) (VF : Jacques Thébault)
- Otis Young (Lawrence Melville) (VF : Roger Lumont)
- Val Avery (Louie) (VF : Jean Violette)
- Leslie Nielsen (Geronimo/A.J. Henderson) (VF : Jean-Claude Michel)
- David White (Phil Corrigan, le directeur de la CIA) (VF : Jean-Henri Chambois)
- Bruce Kirby (Sgt. George Kramer) (VF : Jacques Deschamps)
- Vito Scotti (Salvatore Defonte) (VF : Philippe Dumat)
- Barbara Rhoades (Joyce) (VF : Catherine Lafond)
- William Mims (homme au stand de tir) (VF : Henry Djanik)
- Carmen Argenziano (Coroner Cliff Anderson)
- Cliff Carnell (Don) (VF : Jacques Torrens)
- Paul Gleason (Parsons)
- Angela May (Ruth) (VF : Béatrice Delfe)
- Edward Bach (Executive)
- Betty McGuire (Della) (VF : Béatrice Delfe)

Un agent secret de la CIA dont le nom de code est « Geronimo » a pris soin d’usurper l'identité (bien réelle) d'un simple quidam de l'administration pour prendre une chambre d'hôtel dans laquelle il attend un appel à une heure prédéfinie. Son interlocuteur a pour nom de code « Colorado », c'est Nelson Brenner, un homme d'affaires au passé particulièrement glorieux quoiqu'en partie trouble. C'est aussi un agent secret de la CIA, lui vit et travaille à Los Angeles.
Tous deux se retrouvent dans un parc d'attractions proche de la mer et tout en déambulant dans le parc parlent du temps jadis, ce qui fait comprendre que chacun se connait depuis des décennies, a fait des actions secrètes peu reluisantes en-dehors de ce que leur hiérarchie autorise (surtout du détournement d'argent et du trafic d'influence) et croyait que l'autre avait péri. « Geronimo » sait justement que Brenner a détourné des fonds dans le passé. Il veut sa part de la somme, faute de quoi il fera part au directeur de l'agence, Phil Corrigan, de la malversation. Geronimo existe aussi sous la fausse identité d'A.J. Henderson et souhaite être payé sous cet alias par souci de discrétion.
Brenner accepte de mettre en place un trafic pour le payer et lui donne un jeton de poker bleu fendu en deux comme objet de vérification. Le soir même, « Geronimo » sirote un verre dans un bar près de la mer, le Samba, et sort marcher près d'un ponton. Un autre client le suit. C'est le contact de « Colorado » qui a dans ses mains l'autre portion du jeton de poker. Ils vont parler affaire et conviennent d'un payement en or à venir. Après cette rencontre, Brenner rejoint Geronimo et le tue avec un objet contondant.
Columbo et l'un de ses collègues sont sur l'affaire. Grâce à une photographe de la fête foraine, le lieutenant retrouve Brenner.
C'est Patrick McGoohan qui réalise et prend le rôle de l'assassin. Il est connu pour son rôle-titre dans la série Le Prisonnier. Des critiques ont remarqué de nombreux clins d'œil entre cet épisode et la série Le Prisonnier. Le premier est évidemment qu'il a le rôle d'un espion et que le titre fait référence à une crise d'identité. On constate aussi dans la scène de la fête foraine que Brenner porte un costume à liseré qui évoque le blazer qu'il porte dans sa série, des chaussures analogues et qu'il dit Be Seeing You à deux reprises : une première fois à la photographe lorsqu'il la quitte et une seconde fois chez lui à Columbo qui part en voiture (c'est une phrase récurrente au Village de la série, en français : Bonjour chez vous).
- Patrick McGoohan conduit une Citroen SM, qui est une voiture française, tout comme celle de Columbo.
- Le nom de Phil Corrigan Agent Secret X-9 inscrit sur la carte du chef du FBI est un clin d'oeil à une célèbre bande dessinée américaine des années trente.
- Columbo est particulièrement distrait dans le bar le Samba car il n'a de cesse d'avoir le regard attiré par la danse lascive d'une femme en vêtements orientaux. C'est à peine s'il écoute les conversations autour de lui pour l'enquête tant il est attiré par la danseuse.
- La villa de Patrick McGoohan est la même que celle utilisée dans Double Choc.
- On note que le chef de Brenner est joué par David White, qui joue le rôle d'Alfred dans Ma sorcière bien-aimée.

Le doublage en français présente de graves défauts à la conclusion de l'épisode : dans la version originale, la question de la possible non-participation de la Chine aux Jeux Olympiques à venir permet à Columbo de confirmer sa thèse de culpabilité (information inconnue à l'heure supposée de la rédaction du discours par l'assassin). Dans la version française, cette information est escamotée, ce qui fait que le dénouement tombe à plat.

## Épisode 4:Question d'honneur
- États-Unis : NBC, 1er février 1976
- France : TF1, 30 octobre 1976

Ted Post
- Photographie : Gabriel Torres
- Musique : Bernardo Segall (crédité Bernardo Segáll) (et Henry Mancini pour le thème Sunday Mystery)
- Durée : 70 minutes

- Ricardo Montalban (Luis Montoya) (VF : Jean-François Laley)
- Robert Carricart (Hector Rangel) (VF : Henry Djanik)
- A Martinez (Curro Rangel) (VF : Marc François)
- Maria Grimm (Nina Montoya)
- Pedro Armendariz Jr. (Lt. Sanchez)
- Enrique Lucero (Jaime Delgado) (VF : Serge Lhorca)
- Evita Munoz Chachita (femme de chambre)
- Emilio Fernandez (Miguel) (VF : Jean-Henri Chambois)
- Jorge Rivero (Carlos) (VF : Daniel Gall)

Au Mexique, Luis Montoya est le propriétaire d'un ranch et un matador renommé pour son courage. Curro Rangel, le fils de son ami Hector, vient d'être blessé en affrontant un taureau en corrida. Luis sait qu'à sa sortie d'hôpital le jeune homme voudra encore affronter l'animal, de quoi l'amener peut-être à sa perte. Le propriétaire demande alors à Hector de l'aider à tuer le taureau en duel dans l'arène. Mais, juste avant de lâcher l'animal, Montoya tire une fléchette tranquillisante sur Hector. Le taureau libéré le charge et l'encorne.
- C'est l'un des rares épisodes où il faut attendre la toute fin pour connaître le mobile.
- C'est le premier épisode où un animal est responsable direct d'une mise à mort - aidé en cela par une flèche tranquillisante.
- Lorsque Columbo rencontre le chef de la police, ce dernier lui dit qu'il le connaît pour avoir lu dans le journal à propos du meurtre pendant la croisière, dans l'épisode Eaux troubles.
- Il s'agit du troisième épisode ne se déroulant pas aux États-Unis, après  SOS Scotland Yard et justement Eaux troubles.
- Au début de l'épisode, Luis Montoya – interprété par l'acteur Ricardo Montalban – visionne ce qui est supposé être une ancienne vidéo de lui-même comme jeune matador. C'est en réalité un extrait de Santa (en), dans lequel l'acteur joue le rôle d'un torero. Un autre épisode utilise lui aussi la technique d'un film ancien précédemment joué par le protagoniste pour étoffer son rôle : La Femme oubliée.
- C'est le second épisode dans lequel on peut rapidement lire le prénom du lieutenant (Frank) lorsqu'il présente son insigne, ici à la police locale mexicaine. Une autre occasion se présente lors de l'épisode Poids mort.
- À noter que la Peugeot 403 n'est pas la seule voiture française à apparaître dans cet épisode, puisqu'on aperçoit également une Renault Estafette en arrière-plan (8 min 50 s).
- Dans cet épisode, Columbo se documente pour les besoins de son enquête sur le monde de la tauromachie. Des termes sont employés et définis tels que muleta, ganadero, tienta, pique, mano a mano, la queue et les deux oreilles

## Épisode 5:Tout n'est qu'illusion
- États-Unis : NBC, 29 février 1976
- France : TF1, 4 décembre 1976

Harvey Hart
- Photographie : Richard C. Glouner
- Musique : Bernardo Segall (crédité Bernardo Segáll) (et Henry Mancini pour le thème Sunday Mystery)
- Durée : 85 minutes

- Jack Cassidy (Le Grand Santini, de son vrai nom Stefan Mueller) (VF : Jean-Claude Michel)
- Bob Dishy (VF : Denis Boileau) (John J. Wilson)
- Nehemiah Persoff (Jesse T. Jerome) (VF : Georges Atlas)
- Robert Loggia (Harry Blandford) (VF : René Arrieu)
- Redmond Gleeson (George) (non crédité) (VF : Serge Lhorca)
- Cynthia Sikes Yorkin (Della Santini) (VF : Béatrice Delfe) (non créditée)
- Patrick Culliton (Danny Green) (non crédité) (VF : Marc François)
- Dorothy Dells (la comptable) (non créditée)
- George Sperdakos (Thackery) (VF : Jacques Deschamps) (non crédité)
- Robert Gibbons (Policier scientifique) (non crédité)
- Victor Izay (Lassiter) (non crédité) (VF : Robert Le Béal)
- Mike Lally (Michael Lailey) (non crédité)
- Thayer David (Propriétaire de la boutique d'articles de magie) (VF : Henry Djanik) (non crédité)
- Catherane Skillen (Mlle McCarthy) (non créditée) (VF : Nicole Favart)

Le Grand Santini, illusionniste renommé, se produit depuis des années dans le cabaret-restaurant de Jesse Jerome. Un soir, ce dernier le convoque pour l'accuser d'avoir fouillé dans son bureau. Et, lorsque Santini lui réclame une meilleure répartition des recettes, Jerome lui rappelle qu'il détient une lettre qui révèle son passé de criminel nazi - lettre qu'il a probablement voulu trouver en s'introduisant dans son bureau - et le somme de lui restituer l'importante recette qu'il a détournée lors d'une tournée triomphale dans le pays. Acculé, Santini décide de se débarrasser de Jerome grâce à une de ces mises en scène dans lesquelles il est passé maître.
Lors du clou du spectacle, le magicien exécute comme il en a l'habitude un célèbre numéro de Harry Houdini : il se fait enfermer dans un coffre hermétique qui est ensuite plongé dix minutes dans un bac d'eau transparent, puis réapparait sur scène alors que c'est son assistante qui sort du coffre. En fait, le prestidigitateur se glisse hors de la boîte dès le début du numéro grâce à une trappe dissimulée au fond de la boîte et qui communique avec le sous-sol où il va attendre tranquillement la fin du numéro avant de réapparaître triomphant.
Ce soir-là, Santini ne change rien au début de son numéro : il entre dans le coffre et s'échappe par une trappe du plancher. La rampe d'accès qui mène au bureau de Jesse Jerome se trouve dans la salle de cuisine du bâtiment, à l'étage. L'illusionniste s'habille en serveur pour se fondre parmi les autres membres du personnel. Il monte à l'étage du patron et force discrètement la serrure du bureau avec un objet métallique. Jerome se trouve dans son bureau. Il a attendu jusqu'au début du spectacle que Santini lui règle ce qu'il lui doit. Ne voyant rien venir, il s'attelle sans plus tarder à taper sa lettre de dénonciation. Entendant la porte s'ouvrir, il se lève et s'approche de la porte quand Santini le tue de face d'une balle dans le cœur. Puis l'assassin retourne au sous-sol après avoir subtilisé la lettre qui révélait son passé et que Jerome était en train de taper, le tout en moins de dix minutes. Et l’illusionniste termine son spectacle sans accroc.
Santini a pris la précaution de faire croire qu'il était resté dans sa loge au sous-sol tout le temps du numéro en se faisant livrer, comme chaque soir, un cognac par un serveur qui pourra si besoin témoigner de sa présence à laquelle Santini lui a fait croire grâce à un système de micros miniaturisés.
Il est persuadé d'avoir commis le crime parfait.
- Columbo débarque sur la scène du crime avec un nouvel imperméable que sa femme lui a acheté. Il ne l'aime pas et essaye de s'en débarrasser discrètement en faisait semblant de le perdre ou de l'oublier quelque part. Il finira par reprendre l'ancien, en disant aux autres que sa femme a rendu l'autre qui ne lui allait pas.
- Très surprenante faute : la victime qui tape son texte à la machine à écrire va continuer son texte de dénonciation en dehors de la première phrase, celle lue par Columbo et son assistant. Pourtant, cette suite n'apparaît pas dans la boule-mémoire de la machine alors qu'elle apparaît bien dans la scène d'écriture et qu'elle est même lue à voix haute. Peut-être que cet ajout a été réalisé par la suite et ce qui expliquerait le manque de la concordance dans le retournement final.
- 3e participation de l'acteur Jack Cassidy qui est décédé accidentellement l'année même de la première diffusion, le 12 décembre 1976.
- Il s'agit du second et dernier épisode où Columbo collabore avec le sergent Wilson (incarné par Bob Dishy) aperçu dans l'épisode  Dites-le avec des fleurs, diffusé 4 ans plus tôt.
- C'est l'un des rares épisodes où le crime ne se déroule pas dans un milieu aisé.
- Autre fait rare : le criminel se voit suspecté clairement par Columbo avant même le dénouement final de l'enquête.
- Le thème musical et la chanson du film Charade, composés par Henry Mancini sont entendus plusieurs fois au cours de l'épisode.
- Le "Cabaret de la magie" est le même bâtiment que la maison funéraire tenue par Vito Scotti dans  Le Chant du cygne visible à 32 minutes et 16 secondes.

## Épisode 6:La Montre témoin
- États-Unis : NBC, 2 mai 1976
- France : TF1, 11 décembre 1976

Patrick McGoohan
- Photographie : William Cronjager
- Musique : Bernardo Segall (crédité Bernardo Segáll) (et Henry Mancini pour le thème Sunday Mystery)
- Durée : 92 minutes

- Robert Vaughn (Charles "Charlie" Clay) (VF : Claude Joseph)
- Wilfrid Hyde-White (Kittering) (VF : Georges Riquier)
- John Dehner (Commodore Otis Swanson) (VF : Jean-Henri Chambois)
- Dennis Dugan (Théodore "Mac" Albinsky) (VF : Jean-Pierre Dorat)
- Fred Draper (Swanny Swanson) (VF : Claude Bertrand)
- Diane Baker (Joanna Clay)
- Joshua Bryant (Wayne Taylor) (VF : Marc de Georgi)
- Susan Foster (Lisa) (VF : Claude Chantal)
- Rod McCary (garde-côtes) (VF : Daniel Gall)
- Joseph Roman (Foreman)
- Tom Williams (barman)
- Hanna Hertelendy (femme)
- Jimmy Joyce (expert graphologue)
- Jerry Crews (Watchmaker)
- Bruce Kirby (Sgt. George Kramer) (VF : Jacques Deschamps)
- John Finnegan (Gardien)

Otis Swanson est un homme âgé, un marin de haute mer devenu entrepreneur et riche propriétaire d'un chantier naval. Créateur de somptueux navires d'exception, il est reconnu pour son expertise et apprécié dans sa profession. Il est surnommé « le Commodore », une sorte de titre honorifique, du fait de son amour immodéré de la navigation. 
Un rassemblement consacre chez lui, un soir, les trente ans de sa société. Swanson méprise ouvertement les potentiels nouveaux acheteurs de ses navires en restant de glace sur son fauteuil. Il ne cherche pas à se mêler à des parasites ne ressentant pas l'amour de la mer et éprouve pour eux un profond mépris. Il les fait partir de son salon et exprime également de l'amertume face à sa fille Joanna (continuellement ivre) et son gendre Charles, présents sur les lieux avec lui. Il est en désaccord avec son gendre, gérant de son entreprise, qui souhaite étendre la compagnie et diversifier l'entreprise alors que le Commodore s'y oppose par principe. Swanson envisage de faire des changements dans sa société car il n'apprécie pas la tournure mercantile que son gendre met en avant. Ce dernier se rend le soir-même chez son beau-père (sur une île privée) pour l'amadouer et le faire changer d'avis.
- Un épisode à l'atmosphère étrange qui se démarque nettement car il induit le spectateur en erreur sur l'identité du meurtrier. Une scène semble désigner le personnage joué par Robert Vaughn (ce qui est d'autant plus crédible que l'acteur a déjà interprété le coupable dans Eaux troubles de la saison précédente). Un second meurtre survient ensuite, ce qui brouille l'identité du premier meurtrier. Il faut attendre la fin pour que le mystère soit dévoilé. Par ailleurs, le dénouement est très discutable, puisque la prétendue mise en évidence du coupable repose sur une affirmation bien mince de ce dernier, qui ne suffirait certainement pas à prouver son crime en justice.
- Cet épisode était à l'origine le dernier épisode de la série, Peter Falk ayant annoncé son intention de rendre son imperméable. Le scénariste Jackson Gillis, l'un des meilleurs de la série, fut donc chargé de concevoir un épisode final dans lequel le présumé meurtrier (Robert Vaughn) est assassiné en plein milieu de l'épisode[1].
- Un dénouement à la Agatha Christie où tous les suspects sont réunis.
- Patrick McGoohan réalisateur de l'épisode, reprend le sergent Kramer (Bruce Kirby) qui secondait déjà Columbo dans l'épisode Entre le crépuscule et l'aube dans lequel Patrick McGoohan jouait le rôle du meurtrier.